# IPhone SE (1. generacji)
iPhone SE (pierwszej generacji) – smartfon firmy Apple, zaprezentowany 21 marca 2016 roku. Pod względem wyglądu i wymiarów jest taki sam jak smartfon iPhone 5S, natomiast podzespoły zostały zaczerpnięte z modelu iPhone 6s.  iPhone SE pierwszej generacji dostępny jest w czterech wariantach kolorystycznych – srebrny, złoty, gwiezdna szarość oraz różowe złoto (nowy kolor). Symbol SE oznacza Special Edition.
Telefon w Polsce był sprzedawany w czterech wariantach wbudowanej pamięci wewnętrznej: 16, 32, 64 i 128 GB. iPhone SE jest wyposażony w sześć czujników: przyspieszeniomierz, czujnik zbliżeniowy, czujnik oświetlenia zewnętrznego, magnetometr, żyroskop i czytnik linii papilarnych Touch ID.
iPhone SE pierwszej generacji został wycofany 12 września 2018 roku z internetowego sklepu Apple bez bezpośredniego następcy.